# Mòmies dels pantans

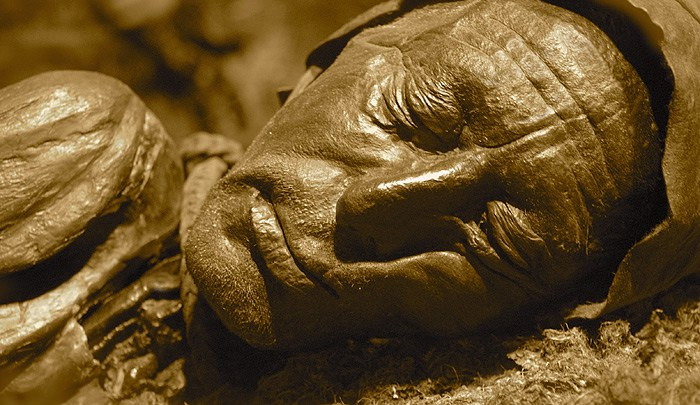
L'home de Tollund, que va viure el

Les mòmies dels pantans, també conegudes com a cossos dels pantans o mòmies de les torberes, són cadàvers humans momificats naturalment en la torba de les torberes, i datats entre el 8000 aC i la Segona Guerra Mundial. El factor unificador d'aquest cossos és que s'han trobat en torba i es conserven parcialment; no obstant, els nivells de conservació varien des de perfectament preservats fins a només ser esquelets.
A diferència d'altres restes humanes més antigues, han conservat la pell i òrgans interns a causa de les inusuals condicions de l'àrea circumdant. Aquestes condicions inclouen aigua molt àcida, baixa temperatura i absència d'oxigen que, combinades, conserven la pell, malgrat la enfosqueixen. Normalment no passa el mateix amb els ossos, ja que l'àcid present en la torba ha dissolt el fosfat de calci que forma el teixit.
El cos més antic és l'esquelet de l'home de Koelbjerg de Dinamarca, que data del 8000 aC, del període Mesolític. El cos més sencer és el de l'home de Cashel, que data del 2000 aC durant l'edat del bronze. La majoria de les mòmies dels pantans, incloent exemples com l'home de Tollund, l'home de Grauballe i l'home de Lindow, han estat trobades al nord-oest d'Europa, especialment a Dinamarca, Alemanya, els Països Baixos i les Illes Britàniques. Els cossos, la majoria de l'Edat del ferro presenten una sèrie de semblances, com ara signes de morts violentes i manca de vestimenta, trets que els arqueòlegs atribueixen a que foren assassinats i dipositats als pantans d'una manera similar, com a part d'una tradició cultural de sacrificis humans o execucions de criminals. Els cossos trobats més propers en el temps són els de soldats morts a les zones humides russes durant la Segona Guerra Mundial.
Entre 1939 i 1986 el científic alemany Alfred Dieck va catalogar l'existència d'unes 1850 mòmies, però la majoria no han pogut ser verificades amb documents o descobriments arqueològics; de fet, una anàlisi de la seva obra el 2002 per arqueòlegs alemanys va concloure que gran part del seu treball era poc fiable.

## Procés

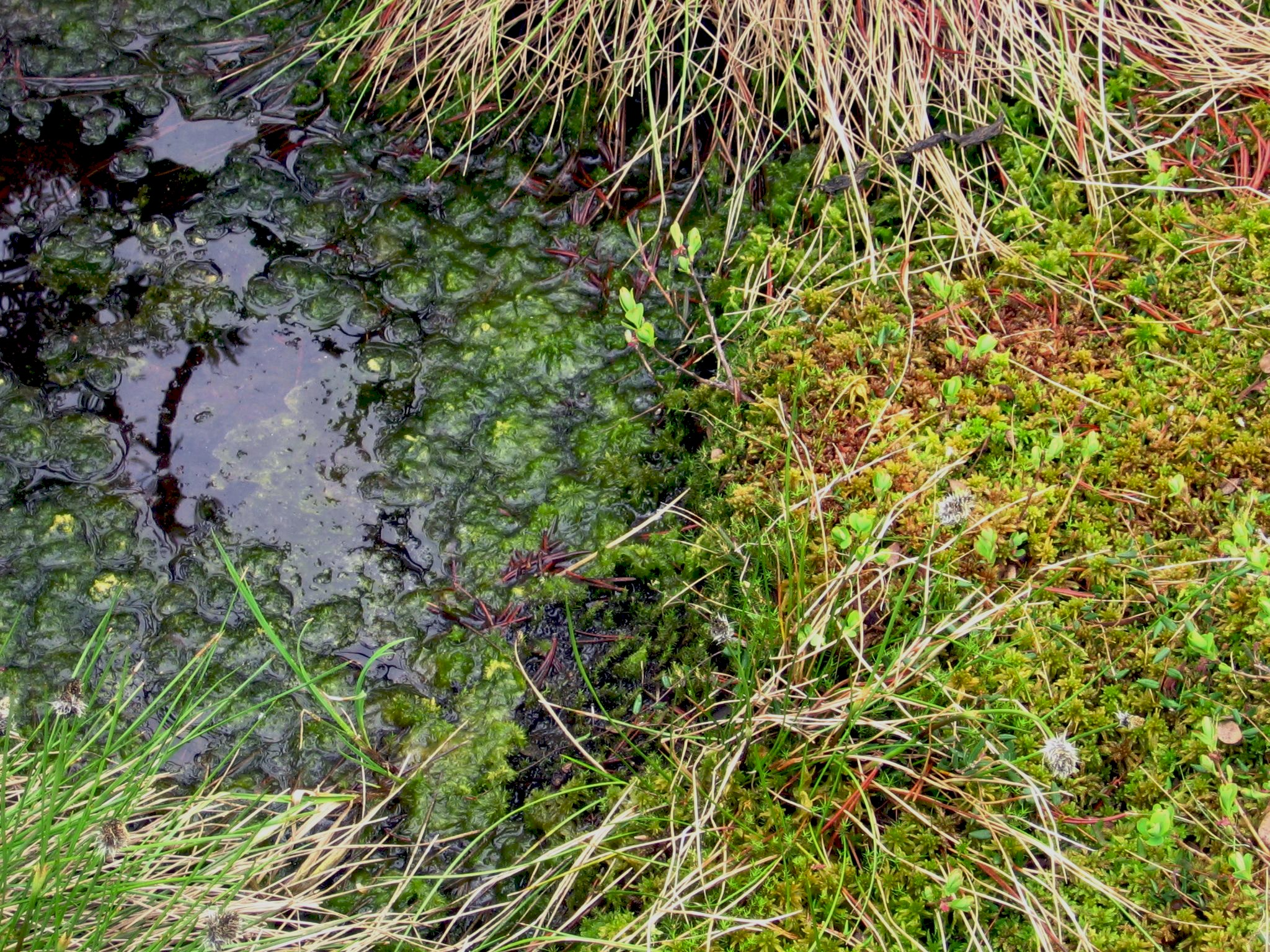
Esfagne, molsa que ajuda a conservar els cossos dels pantans

La conservació dels cossos en les torberes és un fenomen natural donada per la composició física i bioquímica dels propis pantans, i no el resultat de processos de momificació humana. Així doncs, les característiques intrínseques de cada tipus de pantà poden afectar el procés de momificació de manera diferent: els pantans situats a cotes més altes conserven millor els teixits tous dels cadàvers, mentre que els pantans i torberes de transició tendeixen a preservar teixits més durs, com l'esquelet.
Només alguns pantans presenten les condicions necessàries per preservar el teixit dels mamífers. La majoria es troben en climes freds del nord d'Europa prop de masses d'aigua salada. Per exemple, a la zona de Dinamarca on es va trobar la dona de Haraldskær, l'aire salat de la mar del Nord travessa els aiguamolls de Jutlàndia i proporciona l'entorn ideal per al creixement de la torba. A mesura que la nova reemplaça l'antiga, el material més antic que es troba per sota d'aquesta torba es podreix i allibera àcids húmics, també coneguts com a «àcid del pantà». Aquest àcid, amb nivells de pH similars al vinagre, conserva els cossos humans de la mateixa manera que es conserva la fruita mitjançant el confitat. A més, les torberes es formen en zones sense drenatge i, per tant, es caracteritzen per presentar condicions gairebé anaeròbies. Aquest ambient, molt àcid i sense presencia d'oxigen, impedeix als organismes aeròbics subterranis iniciar la descomposició dels cossos. Els investigadors varen descobrir que per donar-se la conservació, també era imprescindible que el cos fos dipositat al pantà durant l'hivern o a començaments de la primavera, quan la temperatura de l'aigua és freda, per sota dels 4 °C; això permet als àcids del pantà saturar els teixits abans que comenci la descomposició, ja que els bacteris són incapaços de créixer prou ràpid per iniciar-la per sota d'aquests graus.
L'entorn químic del pantà presenta una concentració considerable d'àcids orgànics i aldehids. Les capes d'esfagne i torba ajuden a conservar els cadàvers envoltant el teixit en una matriu freda immobilitzant, que impedeix la circulació de l'aigua i qualsevol mena d'oxigenació. Una característica addicional de la conservació anaeròbica per efecte dels àcids del pantà és la capacitat de conservar el cabell, la roba i els objectes de cuir. Els investigadors han estat capaços de reproduir les condicions dels pantans al laboratori i demostrar amb èxit el procés de conservació, encara que en períodes més curts que els 2.500 anys que va sobreviure el cos de la dona de Haraldskær. La majoria dels cossos descoberts presenten algun tipus de descomposició i, quan aquests exemplars s'exposen a condicions atmosfèriques normals, poden començar a descompondre's ràpidament. Com a resultat, moltes de les mòmies dels pantans s'han degradat i desaparegut, i s'estima que es conserven 53 dels cossos després del seu descobriment dins els pantans, des del 1979.

## Dades cronològiques, context històric

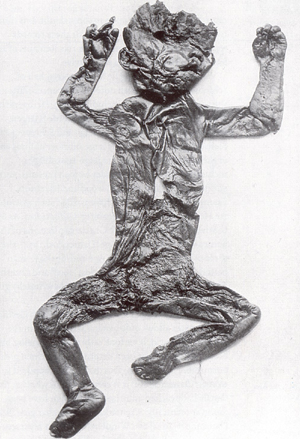
Algunes mòmies descobertes, com ara la nena de Röst, ja no existeixen, en haver estat destruïdes durant la Segona Guerra Mundial

S'han extret de torberes més de un milers de cossos associats a la cultura celta de l'edat de ferro —els primers cadàvers celtes es remunten al segle iv aC—, tot i que la mòmia més antiga, la dona de Koelbjerg —també nomenada com a l'home de Koelbjerg—, descoberta a l'illa Fiònia, està datada de l'any 8000 aC, per tant, es remunta al començament del Mesolític. La mòmia antiga trobada més recent és la d'una irlandesa del segle xvi que va haver de ser enterrada en terrenys no consagrats perquè s'havia suïcidat.
S'han trobat restes momificades d'humans i animals a torberes de Gran Bretanya, Irlanda, Alemanya del Nord, Països Baixos (Drenthe, Zelanda), Dinamarca (Jutlàndia) i el sud de Suècia. Els registres més antics d'aquestes troballes es remunten al segle XVIII: la mòmia de Kibbelgaarn als Països Baixos el 1791. El primer cos trobat en un pantà i fotografiat es remunta a l'any 1898; el descobriment va ser a Nederfrederiksmose (Dinamarca).
En el moment del descobriment és impossible determinar si un cos ha estat dins un pantà durant anys, dècades o segles. No obstant, l'impuls de la medicina forense i les tecnologies mèdiques, com la datació radiomètrica o la tomografia computada han permès als investigadors determinar l'època de l'«enterrament», l'edat del difunt i altres detalls. Els científics han estat capaços d'estudiar la pell, reconstruir característiques facials i determinar els últims aliments menjats mitjançant l'anàlisi del contingut de l'estómac, així com l'anàlisi de les dents també permet conèixer l'edat aproximada i la dieta o el tipus d'aliment habitual menjat.

### Del Mesolític a l'edat del bronze
El cos més antic identificat, l'home Koelbjerg de Dinamarca, data del període Mesolític. Al voltant del 3900 aC es va introduir l'agricultura a Dinamarca, ja fos per l'intercanvi cultural o per camperols migrats, marcant l'inici del Neolític a la regió. Durant la primera part d'aquest període diversos cadàvers humans varen ser dipositats en pantans de la zona, deixant evidència que hi hagué resistència al seu establiment. Un nombre desproporcionat dels cossos neolítics primitius que es van trobar als pantans danesos tenien entre 16 i 20 anys en el moment de la mort i deposició, i s'ha suggerit que foren sacrificis humans o criminals executats. Un exemple d'un cos dels pantans de l'edat del bronze és l'home de Cashel, de l'any 2000 aC.

### Edat del ferro

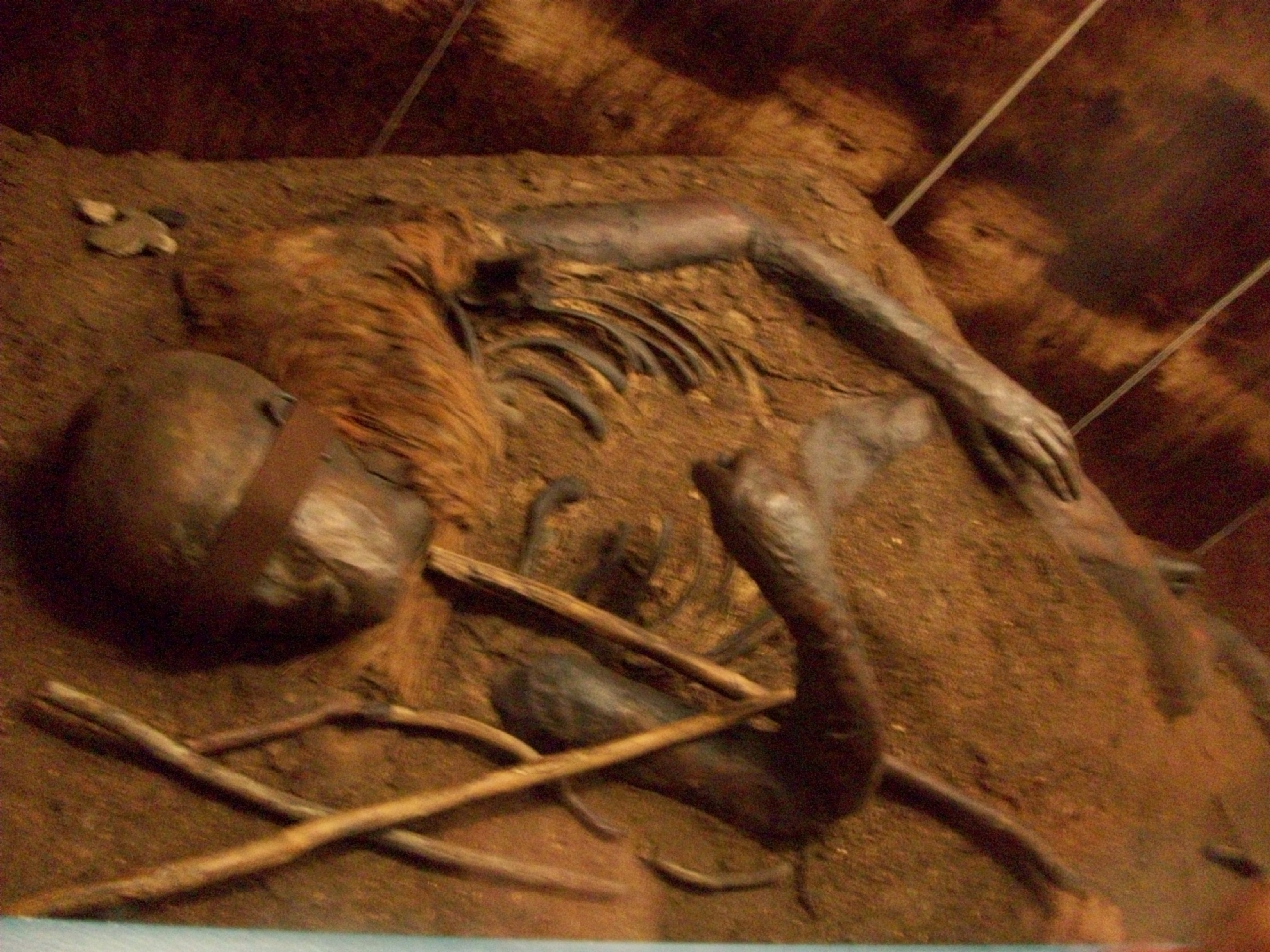
Windeby I, cos d'un noi adolescent, trobat a Schleswig (Alemanya)

La majoria dels cossos descoberts daten de l'Edat del ferro, un període en el qual els pantans cobrien grans àrees del nord d'Europa. Molts d'aquests cossos tenen una sèrie de similituds, indicant una tradició cultural coneguda de matar i dipositar d'una manera determinada a aquestes persones. Aquests pobles preromans de l'edat de ferro vivien en comunitats sedentàries, havien construït viles i la societat era jeràrquica. Bàsicament eren agricultors, que criaven animals en captivitat així com conreaven cereals. En algunes parts del nord d'Europa, també pescaven. Encara que eren independents de l'Imperi Romà, que dominava el sud d'Europa, comerciaven amb els romans.
Per a aquests pobles els pantans tenien algun tipus de significat i, de fet, hi dipositaven en ells ofrenes com collarets, polseres o turmelleres fets de bronze i a vegades d'or. L'arqueòleg Peter Glob cregué que eren «ofrenes als déus de la fertilitat i bona fortuna». Per tant, es va especular que els cossos de l'edat de ferro varen ser llançats al pantà per raons similars i eren, per tant, exemples de sacrificis humans als déus. No obstant això, també s'especulà basant-se en clara referència a la pràctica de Tàcit d'ofegar els esclaus, escrita a De origine et situ Germanorum, que els cossos varen ser criminals que van ser executats abans de ser dipositats al pantà en comptes de sacrificis religiosos.
Moltes mòmies mostren signes d'haver estat apunyalades, colpejades, penjades o estrangulades, o una combinació d'aquests mètodes. En alguns casos l'individu fou decapitat, i en el cas del crani de l'home d'Osterby trobat a Kohlmoor (Alemanya) el 1948, el cap fou dipositat en la torbera sense el cos. Normalment els cadàvers s'han trobat nus, de vegades amb algunes peces de roba, en especial barrets. Es creu que la roba s'ha descompost per haver estat dins la torba molt de temps. En molts casos s'havien posat branques, pals o pedres sobre el cos, de vegades en forma de creu i, en d'altres, en forma de forca per tal de mantindre enfonsat el cadàver. D'acord amb Peter Glob «això probablement indica el desig de fixar fermament l'home mort al pantà». Alguns cossos mostren signes de tortures, com l'home de Croghan, que presenta talls sota els mugrons.
Algunes mòmies del pantà, com l'home de Tollund de Dinamarca, han estat trobades amb la corda que s'utilitzà per estrangular-los al voltant del coll. Alguns, com la nena d'Yde dels Països Baixos i els cossos del pantà d'Irlanda, no té cabell en un costat del cap, encara que pot ser que sigui perquè aquesta banda ha estat exposada a l'oxigen més temps que l'altre. Alguns cossos semblen haver estat membres de la classe alta: ungles ben cuidades, i les proves fetes als cabells indiquen que tenien una bona alimentació. Estrabó escriví que els celtes utilitzaven les entranyes de víctimes humanes per fer auguris: en alguns casos s'havien extret parcialment les entranyes per incisions, com el dels homes de Weerdinge trobats al sud dels Països Baixos.
Les tècniques modernes d'anàlisi forense suggereixen que algunes lesions, com els ossos trencats i els cranis aixafats, no foren a conseqüència de tortures, sinó més aviat pel pes de la torba. Per exemple, es creia que el crani de l'home de Grauballe va ser fracturat per un cop al cap però, una tomografia computada realitzada per científics danesos va determinar que va ser per la pressió del fang, temps després de la seva mort.

### De l'època medieval a temps moderns
Entre les mòmies més properes en el temps, es troba el cadàver de la dona de Meenybradden d'Irlanda que data del segle xvi o XVII, i fou descoberta en un terreny no consagrat, amb proves que indicaven que podia haver-se suïcidat. També han estat trobades mòmies de cadàvers de soldats russos i alemanys morts en els combats al Front oriental durant la Primera Guerra Mundial a la regió del districte dels llacs de Masúria, al nord-est de Polònia.